# Бертло, Марселен
Пьер Эже́н Марселе́н Бертло́ (также Бертело́; фр. Marcellin Berthelot; 25 октября 1827, Париж — 18 марта 1907, Париж) — французский физико-химик, общественный и политический деятель. Пионер исследования кинетических реакций, один из основоположников органического синтеза и термохимии, автор работ по истории науки. 
Член Парижской академии наук (1873), иностранный член-корреспондент Петербургской академии наук (1876), иностранный член Лондонского королевского общества (1877), Национальной академии наук США (1883).

## Биография
Пьер Эжен Марселен Бертло родился в Париже в семье врача. Вначале Бертло изучал в Парижском университете медицину, но под влиянием лекций Т. Пелуза и Ж. Б. Дюма решил посвятить себя химии. Окончив университет в 1849 г., работал в лаборатории Пелуза, а с 1851 — в Коллеж де Франс у А. Ж. Балара. В 1859—1864 гг. Бертло был профессором химии Высшей фармацевтической школы в Париже, в 1864—1906 гг. — профессор в Коллеж де Франс. В 1873 г. стал членом Парижской академии наук; в 1889 г. — её непременным секретарём. Кавалер Большого Креста Ордена Почётного легиона.

## Научная работа
В 1851 году Бертло начал свои работы по синтезу органических соединений из простых веществ. Бертло синтезировал многие простейшие углеводороды — метан, этилен, ацетилен, бензол, а затем на их основе — более сложные соединения. В 1853—1854 годах взаимодействием глицерина и жирных кислот Бертло получил аналоги природных жиров и таким образом доказал возможность их синтеза. Попутно он установил, что глицерин — трёхатомный спирт. Принципиальное значение имел синтез этилового спирта гидратированием этилена в присутствии серной кислоты (1854); до этого этиловый спирт получали только брожением сахаристых веществ. Этими синтезами Бертло нанёс окончательное поражение представлениям о «жизненной силе».
В 1861—1863 годах Бертло совместно с французским химиком Л. Пеан де Сен-Жилем опубликовал исследования скорости образования сложных эфиров из спиртов и кислот, занимающие видное место в истории химической кинетики.
Бертло принадлежит почётное место среди основоположников термохимии. Он провёл обширные калориметрические исследования, приведшие, в частности, к изобретению в 1881 году  калориметрической бомбы, ввёл понятия экзотермической и эндотермической реакций. Развивая термохимические идеи датского химика Ю. Томсена, Бертло выдвинул в 1867 году принцип максимальной работы (принцип Бертло — Томсена), согласно которому все самопроизвольные процессы протекают в направлении наибольшего теплообразования.
Кроме этого, Бертло исследовал действие взрывчатых веществ: температуру взрыва, скорости сгорания и распространения взрывной волны и др. Им были заложены основы изучения терпенов. В 1867 году Бертло предложил общий метод восстановления органических соединений йодистым водородом. Занимаясь агрохимическими исследованиями, Бертло установил значение углерода, водорода, азота и др. химических элементов в жизнедеятельности растений и высказал предположение о возможности фиксации свободного атмосферного азота почвой, населённой микроорганизмами и не покрытой растительностью.
Бертло являлся также одним из крупнейших историков химии. В 1885 году вышел его труд «Происхождение алхимии». В 1887—1893 годах Бертло опубликовал собрания древнегреческих, западноевропейских, сирийских и арабских алхимических рукописей с переводами, комментариями и критикой. Бертло принадлежит книга «Революция в химии. Лавуазье» (1890).
Автор знаменитых химических синтезов, Бертло порой был непоследовательным в вопросах химической теории. Он долго отрицал атомно-молекулярную теорию, теорию химического строения, периодический закон, теорию электролитической диссоциации. Понятие молекулы он считал неопределённым, атома — гипотетическим, а валентность — иллюзорной категорией. Однако будучи настоящим учёным, он уже на склоне лет, окружённый ореолом славы, нашёл в себе мужество отказаться от этих своих заблуждений. Свой отказ он выразил следующими словами: «Главная обязанность учёного не в том, чтобы пытаться доказать непогрешимость своих мнений, а в том, чтобы всегда быть готовым отказаться от всякого воззрения, представляющегося недоказанным, от всякого опыта, оказывающегося ошибочным».

## Общественно-политическая деятельность

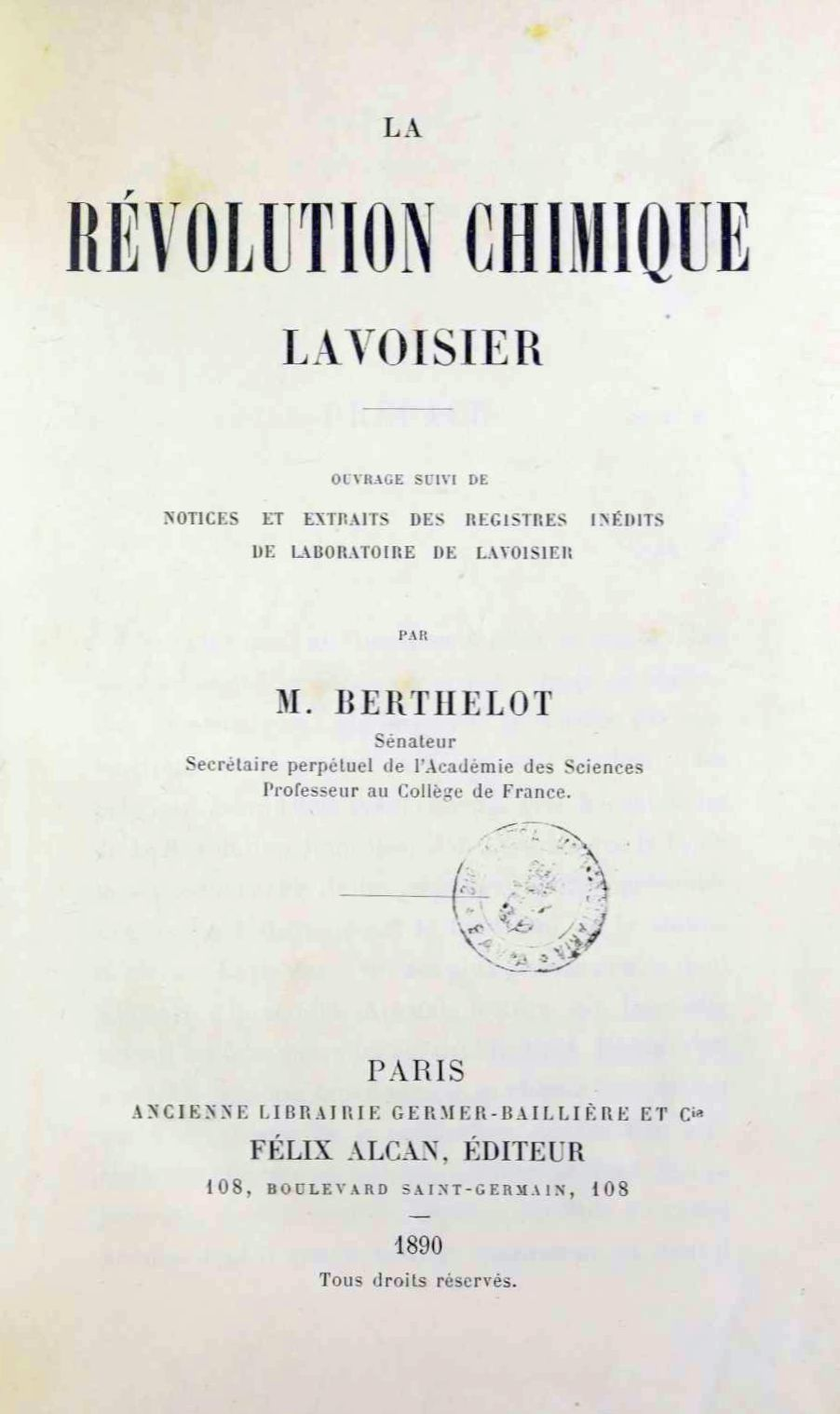
La Révolution chimique, 1890

Помимо научной работы, Бертло активно занимался общественно-политической деятельностью. С 1876 года Бертло занимался вопросами просвещения: был генеральным инспектором высшего образования, а в 1886—1887 годах — министром народного просвещения и изящных искусств. В 1895—1896 годах Бертло был министром иностранных дел Франции.
Продолжатель традиций просветителей-энциклопедистов XVIII в., Бертло был последовательным атеистом, ратовал за расширение образования, за союз естествознания и философии. В своей статье «2000 год» учёный нарисовал идиллическую картину общества, пользующегося достижениями науки и предоставляющего все возможности для научного прогресса. Глубоко веря в преобразующую силу науки, Бертло полагал, что с её помощью без революционных потрясений могут быть решены и социальные проблемы.